# Língua surigaonon
Surigaonon é uma língua austronésia falada pelo povo do mesmo nome. Como uma língua regional filipina, é falada em Surigao do Norte, Ilhas Dinagat, Surigao do Sul e em algumas partes de Agusan do Norte, especialmente nas cidades próximas ao Lago Mainit, Agusan do Sul e Davao Oriental.

## Relações
Surigaonon é um membro das línguas bisayan. Foi fortemente influenciado por cebuano devido ao fluxo de muitos cebuanos na região. No entanto, a maioria dos falantes de cebuano mal consegue entender os falantes de surigaonon, exceto os cebuanos que vivem na região há anos.
Surigaonon está intimamente relacionado com a língua tausug de Sulu e a língua butuanon de Butuan.

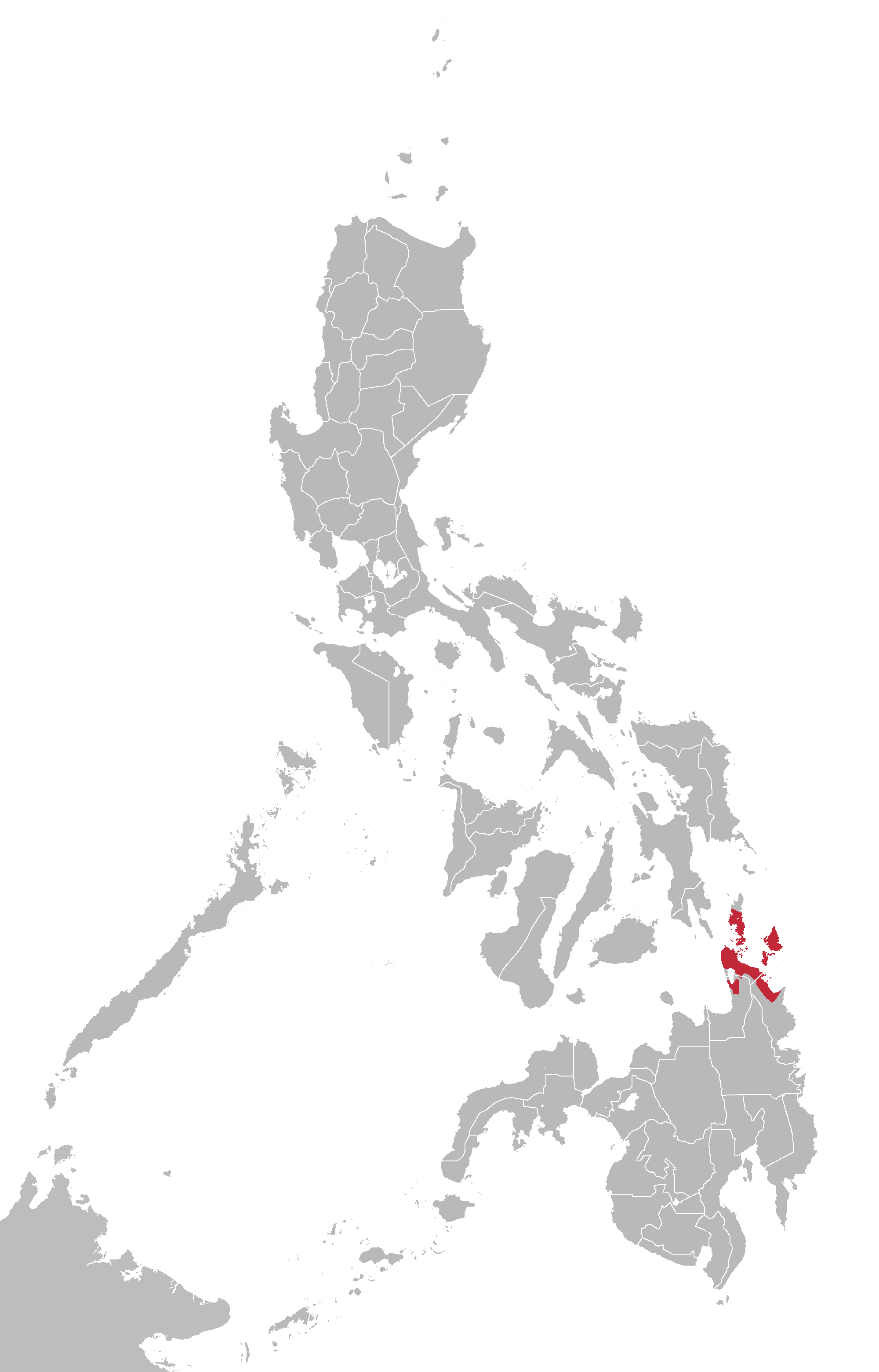
áreas do Surigaonon

## Variedades
Tandaganon (também chamado de Tinandag, Naturalis, Tagon-on) é uma variedade intimamente relacionada falada nos municípios centrais de Tandag, San Miguel (Surigao do Sul), Tago (Surigao do Sul), Bayabas, Cagwait, Marihatag, San Agustin (Surigao do Sul) e a maior parte de Lianga. Pode ser classificada como uma língua separada ou, alternativamente, como uma variedade do sul do surigaonon. Existem cerca de 100 mil falantes.
O próprio Surigaonon (também chamado de Jaun-Jaun, Waya-Waya) é a variedade do norte (Surigao do Norte), com cerca de 400 mil falantes. Os falantes de surigaonon estão distribuídos em Surigao do Norte, norte de Surigao do Sul e norte de Agusan do Norte. Os falantes de surigaonon e tandaganon podem se entender bem, mesmo que usem suas próprias línguas na conversa (semelhante à inteligibilidade mútua entre o dialeto boholano e os dialetos cebuanos gerais).
Juntos, surigaonon e tandaganon são falados em Surigao do Norte e na maioria das partes de Surigao Sul, exceto na cidade de Bislig, municípios de Barobo, Hinatuan, Lingig e Tagbina. Nas áreas de Surigao que não falam surigaonon, a maioria dos habitantes descendem de migrantes falantes do cebuano e o resto são nativos que falam kamayo.

## Comparação entre Surigaonon, Cebuano e Tausug
| Qual é o seu nome?                 | Unu em ngān mu?                      | Omay imo ngayan? (Surigaonon), Primeiro sua comida? / Primeiro sua comida? / Primeiro sua comida? / Primeiro sua comida? (Tandaganon) | Qual é o seu nome?                                  |                                                                                                   |                               |
| Meu nome é Juan                    | Em ngān por Juan                     | Agora sou John (Surigaonon), agora sou John / Agora sou John / Meu nome é John / Eu sou John (Tandaganon)                             | Meu nome é John                                     |                                                                                                   |                               |
| Como você está?                    | Maunu-unu nakaw?                     | Como vai você? / "Como vai você?" (Surigaonon), "Como vai você?" (Tandaganon)                                                         | Como você está?                                     |                                                                                                   |                               |
| Estou bem, (também)                | Marayaw da isab                      | Madayaw da (sab (isab) ou da nu-un) aku (Tandaganon) ou Marajaw da / ra i- / sab aku (Surigaonon)                                     | Maayo da / ra (também)                              |                                                                                                   |                               |
| Onde está Ahmad?                   | Hawnu oi Ahmad?                      | Onde está Ahmad? (Nota) / Haman é Ahmad?                                                                                              | Haman / Onde está Ahmad?                            |                                                                                                   |                               |
| Ele esta em casa                   | Ha bāy siya                          | Sa bay siya ou yaun siya sa bahay (Tandaganon) / Jaon sija sa bayay? ou jadto sija sa bayay (Surigaonon)                              | Ele está em casa / baia                             |                                                                                                   |                               |
| Obrigado                           | Magsukul                             | brigado | Obrigado                                            |                                                                                                   |                               |
| ‘Eu vou ficar em’ ou ‘Eu moro em’  | Estou supondo                        | Yaghuya aku sa (Tandaganon) / Naghuya aku sa (Surigaonon) ou taga ___                                                                 | Eu moro em                                          |                                                                                                   |                               |
| Estou aqui em casa.                | Baía de Yari aku ha.                 | Yadi aku sa bay (Tandaganon) ./ Jari aku sa bayay                                                                                     | Estou na baía.                                      |                                                                                                   |                               |
| Estou com fome.                    | Hiyapdi 'aku.                        | In-gutom aku ou Paga-gutom ako (Tandaganon). / Tag estou com fome                                                                     | Estou com fome.                                     |                                                                                                   |                               |
| Ele está lá, na escola.            | Yadtu siya ha iskul.                 | Yadtu ele está na escola (Tandaganon). /Ele foi à escola.                                                                             | Tu-a sya sa iskuylahan                              |                                                                                                   |                               |
| Pessoa                             | Tau                                  | Tao (Tandaganon) Tawo (Surigaonon) | Taw / Tawo                                          |                                                                                                   |                               |
| Corrente (mar / rio)               | Sug                                  | Suwg (Tandaganon) Suyug (Surigaonon)                                                                                                  | Sug / Sulog                                         |                                                                                                   |                               |
| Dia                                | Adlaw                                | Manhã (Tandaganon) Manhã (Surigaonon) Dia / Manhã                                                                                     |                                                     |                                                                                                   |                               |
| Noite                              | Duwm                                 | Gabi-i / Duwm (Tandaganon) / Duyum (Surigaonon)                                                                                       | Gabi-i                                              |                                                                                                   |                               |
| Hoje                               | Biháun                               | Kuman no dia (Tandaganon e Surigaonon)                                                                                                | Hoje / Hoje                                         |                                                                                                   |                               |
| Ontem                              | Káhapun                              | Káhapun | Ontem                                               |                                                                                                   |                               |
| Anteontem                          | Ta’kisa                              | Min-agi na diária (Tandaganon) Nin-agi na diária (Surigaonon)                                                                         | Último dia / um dia                                 |                                                                                                   |                               |
| Amanhã                             | Kunsuwm                              | Siluwm / Silom (Tandaganon) Silum (Surigaonon)                                                                                        | Ugma                                                |                                                                                                   |                               |
| Depois de amanhã                   | Ku’nisa                              | Dia seguinte (Surigaonon / Tandaganon)                                                                                                | No dia seguinte                                     |                                                                                                   |                               |
| Esta noite                         | Duwm ini                             | Kuman na duwm ou Kuman duwm (Tandaganon) / Kuman na duyum ou Kuman duyum (Surigaonon)                                                 | Esta noite                                          |                                                                                                   |                               |
| Ontem à noite                      | Kábi-i                               | Kábi-i (Surigaonon / Tandaganon) | Kagabii                                             |                                                                                                   |                               |
| Manhã                              | Mahinaat / Maynaat                   | Manhã (Surigaonon / Tandaganon) | Manhã                                               |                                                                                                   |                               |
| Tarde                              | Mahapun                              | Hapun (Surigaonon / Tandaganon) | Hapun                                               |                                                                                                   |                               |
| Meio-dia                           | Alto Suga                            | Noite (Tandaganon) Meio-dia (Surigaonon)                                                                                              | Udto                                                |                                                                                                   |                               |
| Meia-noite                         | Tungaan Duwm                         | Tunga-tunga nan Duwn ou Tunga'y Duwm (Tandaganon) Tungay-duyum (Surigaonon)                                                           | Meia-noite / meia-noite                             |                                                                                                   |                               |
| Que dia é hoje?                    | Adlaw unu biháun?                    | Que dia é hoje? ou Unu kuman na adlawa? (Nota) Omã em que dia? (Surigaonon)                                                           | Que dia é hoje? / Que dia é hoje?                   |                                                                                                   |                               |
| Que dia você vai partir?           | No primeiro dia em que você navegou? | No primeiro dia de sua partida ou Quando você sair (Surigaonon) / Quando você sair (mu-panaw) (Tandaganon)                            | Em que dia você partirá? / Em que dia você partirá? |                                                                                                   |                               |
| Minha caminhada no último sábado.  | Miyanaw aku sin sabtu ’yaun.         | Minha viagem no sábado (Surigaonon) - Minha viagem no sábado. (Tandaganon)                                                            | Minha caminhada no sábado passado.                  |                                                                                                   |                               |
| Quando eles comeram?               | O que eles estão vestindo?           | Quando eles comeram? (Surigaonon), O que eles comeram? / Quando eles comeram (comeram)? (Tandaganon)                                  | Quando eles comeram?                                |                                                                                                   |                               |
| Quando você chegou?                | Para quem você foi esculpido?        | Quando você chegou? (Surigaonon), Kinun-u / Kagan-o kamu (kaw) min-abot?                                                              | Quando você chegou?                                 |                                                                                                   |                               |
| Quando vou para a escola?          | De onde você é da escola?            | Quando você vai para a escola? (Surigaonon), kinun-u / Quando você vai para a escola? (Tandaganon)                                    | Quando você vai para a escola?                      |                                                                                                   |                               |
| Onde você está indo?               | Você vai me alimentar?               | Haman kaw pasingud? ou você está pronto para ir? (Surigaonon), Onde você vai morrer? (Nota) / Para onde você está indo? (Tandaganon)  | Onde mais você diria?                               |                                                                                                   |                               |
| Quem é esse cara?                  | Hisiyu em usug yaun?                 | Siman jaon? ou siman jaon sija? (Surigaonon), Quem é? / Quem é (informal)? (Tandaganon)                                               | Quem é esse homem?                                  |                                                                                                   |                               |
| Quem é o dono desta camisa?        | Kansiyu em badju ini?                | Kanin-o ini baro? ou quem é o dono deste bar? (Surigaonon), Kanin-o ini badu? (Tandaganon)                                            | De quem é esse vestido?                             |                                                                                                   |                               |
| Onde está a mãe?                   | Hain oi Inah?                        | Haman si mama? (Surigaonon), cadê a mamãe? (Tandaganon)                                                                               | Onde está a mamãe? / Onde está a mamãe?             |                                                                                                   |                               |
| Quando foi sua data de nascimento? | Como você está brincando?            | Quando você nasceu? ou voce esta gravida (Surigaonon), Kinun-u kaw em anak? / Kagan-o kaw gi-anak? / Kagan-o kaw ya Tao (Tandaganon)  | Quando você nasceu?                                 |                                                                                                   |                               |
| Porque voce esta chorando?         | Mayta ’você está chorando?           | Omã, você está chorando? (Surigaonon), Tá chorando (ga-tyaho)? (Tandaganon)                                                           | Por que você está chorando?                         |                                                                                                   |                               |
| Como você dorme?                   | Biyariin kaw magtuwg?                | Como está a mãe? | Maunu-unu na hi Inah?                               | Kumusta man si Mama? (Surigaonon), Ya-unu na sa si Ina?/ Kumosta na si mama (nanay)? (Tandaganon) | Kumusta na man si nanay/mama? |

## Palavras e frases de exemplo
Palavras
- adja (Surigaonon) / aya (Tandaganon) - apenas ou apenas (por exemplo, "adja ra man kaw magsinaoy saoy" Você está apenas interrompendo)
- alima - mão
- ambaw - rato
- arang - muito
- bakoy (Surigaonon) / baku '(tandaganon) - polegar
- baró ( Surigaonon ) - vestido
- basakan - campo de arroz
- bayong (Higaquitnon) / hubog (Surigaonon e Cebuano) - bêbado
- buno - punhalada
- [akong] butang - [minhas] coisas
- [i] butang - [coloque] o item em / em
- butang-anan - recipiente para colocar um item ou sobre
- butange - nocauteie por soco
- buyad (Surigaonon) / bulad (Cebuano) - seco (geralmente coelho)
- buyod (Surigaonon) / Bukid (tandaganon) - montanha
- dayag / kat-kat - escalar
- diin - onde
- doot - o outro lado do rio
- duyod (Surigaonon) / duwd (tandaganon) - para abordar
- gwapahi - muito bonito
- hilam - mosquito
- huyat ( Surigaonon ) tagad ( Tandaganon ) - espere
- idó - cachorro
- ihap / bilang - contagem
- ilaja - fazenda
- ilajahi - área remota; boondocks
- ingod / tungod ( Surigaonon ) / silong ( Cebuano ) - embaixo da casa
- jaon ( Surigaonon ) yaon ( Tandaganon ) - isso; ter; isso existe
- jawa - Old Scratch, Lucifer, The Devil
- lawá - aranha
- kagan-o - quando (referindo-se ao passado)
- kalasangan ou guyangan (surigaonon) / guwangan (tandaganon) - floresta
- kayajo ( Surigaonon ) / kayo ( Tandanganon ) - fogo
- kuman - agora
- kun-o - quando (referindo-se ao futuro)
- manguyab - cortejando
- maradjaw ( Surigaonon ) ou madayao ( Tandaganon ) - bom
- miyá - gato
- ngayan ( Surigaonon ) ou ngan ( Tandaganon ) - nome
- [pa] naog - descendo [ing], por exemplo descer / descer
- pasó, malangka - quente
- puyo (Surigaonon) / Isla (Tandaganon) - ilha
- [pa] saka - ascender [ing], por exemplo subir / subir
- sike - perna
- silom - amanhã
- sin-o / siman - quem
- tag-uno - como
- ulitawo - solteiro
- uno - o que
- [akong] uyab - [meu] amado
- [pa] waya - [virar] à esquerda
- wayá - nada / não
- wayong - rosto
- yaot - feio

 'Frases' 
- "Salamat Karadjaw" - Muito obrigado
- "Na ay, unja na" (a palavra real é "ngaj'an") - mais tarde
- "Ay ay, na bata ini!" - Tsk tsk, essa criança!
- "Uman kaw?" (contração de "na uno man kaw?") - O que aconteceu com você?
- Ajo-ajo / Amping Cebuano "ayo ayo" - Tome cuidado
- "Nabuang na" - Isso é loucura
- "Simba ko" - "Bata na madeira"
- "Paghilom ngad-on" ou "saba did-on" - fique quieto
- Maradjaw na buntag - Bom dia
- Maradjaw na hapon - Boa tarde
- Haman kaw? (composto de "hain" e "man") - Onde você está?
- Uno may imo ngayan? / Unoy ngayan mo? - Qual o seu nome?
- Pila pode imo edad? ( Tandaganon ) ou "pila may edad mo?" ( Surigaonon ) - Quantos anos você tem?
- Arabehi sa nimo ka gwapa ( Tandaganon ) "gulpi man kaw kagwapa" / "grabeh nimo ka gwapa" ( Surigaonon ) - Você é tão bonita
- Arang ka tignaw - muito frio
- "Grabehi nimo ka yaot / taru" ou grabe nimo kayaot (Surigaonon) - Você é tão feio
- "Tabangi ko" (igual a Cebuano), no Norte "tabangi ako" - Ajuda-me
- Pagpaspas / pagdali (o mesmo que Cebuano) - seja rápido
- "Maradjaw (madayao) na duyom dijo hurot" - Boa noite a todos
- "Hain man (/ ha'man) kaw pasingod?" - Onde você está indo?
- mahagkot, tignaw, pakukog - frio
- "Taghigugma ta kaw" - eu te amo
- Mangita nan sine - assista a um filme. . .atud (antiga palavra Surigaonon)
- "Mupanaw na ako kuman" - vou sair agora
- "Inday uno" / "waya ako mahibayo" - não sei
- "Tinood sab" - Isso é verdade
- "Uno yaon (jaon)?" ou "Uman yaon (jaon)?" - O que é aquilo?

• Marajaw na buntag = Bom dia
• Kumusta kaw? = Como você está?
• Marajaw = Ótimo
• Mangaon ta! = Vamos comer!

## Escrita
alfabeto latino  sem E, O; C, F, Q, V, X, X. Com Ng

## Fonologia
Conforme Dumanig (2015), Surigaonon tem um inventário fonológico semelhante ao de suas irmãs línguas bisayanas,  Cebuano e Boholano.

### Vogais
Abaixo está o sistema vocálico de Surigaonon.
|         | Anterior | Central | Posterior |
| ------- | -------- | ------- | --------- |
| Fechada | i        |         | u         |
| Aberta  |          | a       |           |

### Consoantes
Below is a chart of Surigaonon consonants.
|                |                | Bilabial | Dental | Palatal | Velar | Glotal |
| -------------- | -------------- | -------- | ------ | ------- | ----- | ------ |
| Nasal Oclusiva | Nasal Oclusiva | m        | n      |         | ŋ     |        |
| Plosiva        | Surda          | p        | t      |         | k     | ʔ      |
| Plosiva        | Sonora         | b        | d      |         | ɡ     |        |
| Africada       | Africada       |          |        | d͡ʒ      |       |        |
| Fricativa      | Fricativa      |          | s      |         |       | h      |
| Vibrante       | Vibrante       |          | ɾ      |         |       |        |
| Lateral        | Lateral        |          | l      |         |       |        |
| Aproximante    | Aproximante    | w        |        | j       |       |        |

Nota: [j] tem pronúncia y, [d͡ʒ] tem pronúncia j e {[ŋ] tem pronúncia ng.

### Grupos consonantais
Surigaonon 25 grupos consonantais (br, bl, bw, by, dr, dy, dw, gr, gw, kr, kl, kw, mw, my, nw, pr, pl, pw, py, sw, sy, tr, tw, ty, hw) e 4 ditongos (aw, ay, iw, uy), de forma similar ao Cebuano.